# Jane Douglas
Lady Jane Douglas ou Jane Steuart (17 mars 1698 – 21 novembre 1753) est une noble Écossaise. Elle s'est mariée secrètement et a eu des jumeaux à l'étranger, à l'âge de cinquante ans qui vont hériter de la richesse de la famille. Cette naissance a été vue comme incroyable et a provoqué un procès long et célèbre, mené dans trois pays et qui a été réglé en sa faveur par la Chambre des lords en 1769, plus de 15 ans après sa mort.

## Biographie
Lady Jane Douglas est la fille de James Douglas (2e marquis de Douglas), le seul frère de Archibald Douglas (1er duc de Douglas). Son grand-père maternel est Robert Kerr (1er marquis de Lothian).
Quand elle a 22 ans, la duchesse de Queensberry a contrecarré son projet de mariage avec Francis Scott (2e duc de Buccleuch), en lui faisant épouser, comme par hasard, à une autre Lady Jane Douglas qui est la fille de James Douglas (2e duc de Queensberry) et belle-sœur de la duchesse.
Elle refuse plusieurs demandes de comtes et ducs. Elle a pu vivre grâce à l'appui de son frère, et malgré lui, elle commence une liaison avec le colonel John Steuart de Grandtully. Après deux ans, elle entend des rumeurs sur son mauvais comportement, et rompt avec lui. Après une décennie, elle constate que les rumeurs étaient fausses, et elle se marie avec le colonel en 1746 à Drumsheugh à l'insu de son frère.

## Le procès Douglas
En 1748, elle dévoile le mariage et a indiqué être enceinte de jumeaux. Ils sont nés à Paris, où le couple a déménagé pour échapper à leurs créanciers. Certains ont supposé qu'elle les a adoptés.
Douglas et l'un de ses deux enfants sont morts à Édimbourg en 1753.
Le procès a eu lieu pour l'héritage du duc de Hamilton et est connu comme la Douglas Cause. L'affaire a commencé en 1761 et a impliqué des juges en Écosse, en Angleterre et en France. Il a finalement été réglé en faveur du fils par la Chambre des lords en février 1769. Les Lords ont infirmé le jugement préalable, rendu deux ans auparavant, en Écosse, et accordé la succession Douglas à Archibald Douglas (1er baron Douglas). L'héritage comprend le château Douglas (en), qui, plus tard, a appartenu à son descendant Alec Douglas-Home, le premier ministre britannique.